# Rafael Benjumea y Burín
Rafael Benjumea y Burín (Sevilla, 23 de juliol de 1876 - Màlaga, 27 de setembre de 1952) I comte de Guadalhorce, fou un enginyer de camins i polític espanyol.

## Família
Procedent d'una família de la burgesia agrària acomodada. El seu pare Diego Benjumea Pérez de Seoane era advocat, ramader i propietari agrícola. El seu germà Joaquín, comte de Benjumea, va arribar a ser ministre de Franco i Governador del Banc d'Espanya. El seu nebot Javier Benjumea Puigcerver va fundar l'empresa Abengoa en 1941
Va contreure matrimoni amb Isabel Heredia Loring-Bebel, neta de l'industrial Manuel Agustín Heredia. Amb ella va tenir com a fills a Isabel, casada amb José Moreno Torres comte de Santa Marta de Babío, Rafael, casat amb Jacqueline Poirier, Marta, casada amb Mario Pastega, Francisco, casat con Matilde Cabeza de Vaca, Marquesa de Torremayor y de Valdecañas i Comtessa del Peñón de la Vega, Ricardo, casar amb Françoise Du Bois y Jorgina.

## Obra pública
La seva carrera professional i política van estar sempre lligades. Des dels seus primers passos com a professional, Benjumea es va mostrar interessat per les obres públiques, treballant fonamentalment a la comarca malaguenya del riu Guadalhorce, on va realitzar fonamentalment dues grans obres: una central hidroelèctrica, entre 1903 i 1905, i un pantà —el pantà del Chorro—, inaugurat oficialment el 21 de maig de 1921. Les seves obres a aquesta regió li van valdre el títol de Comte de Guadalhorce, que li fou entregat per Alfons XIII el 12 de setembre de 1921.
Tanmateix, els fruits de la seva vida professional no solament li van valer el reconeixement a nivell local, sinó que van ser mèrits suficients perquè Primo de Rivera, que coneixia de sobres que l'opinió política de Benjumea era favorable a l'intervencionisme estatal, el cridés en 1926 per a ser Ministre d'Obres Públiques.
En el marc de la seva labor com a polític va dur a terme nombrosos projectes, però hi ha dos que destaquen per sobre de la resta: el traçat, reparació i manteniment de les carreteres espanyoles i la creació de les Confederacions Hidrográfiques. També és conegut el seu Pla Guadalhorce per als ferrocarrils, que va acabar de mallar la xarxa ferroviària. No obstant això, va rebre nombroses crítiques —encapçalades per José Calvo Sotelo—, centrades sobretot en el finançament dels seus projectes.
En 1931, amb l'arribada de la Segona República, va haver d'exiliar-se acompanyant al dictador, la qual cosa el portaria a acabar residint en Argentina en 1933. Des de l'estranger va mantenir tant la seva vida professional —va participar en obres del Metro de Buenos Aires— com a laboral —va ser promotor d'un partit de dretes. A la seva tornada a Espanya en 1947, donada la seva experiència anterior, el general Franco li va atorgar la presidència del Consell d'Administració de RENFE. Així mateix, va sumar uns altres de tipus honorari com a president del Consell d'Obres Públiques, acadèmic de Ciències Morales i Polítiques i mestrant de Ronda. No obstant això, el seu paper en la vida política va ser cada vegada menor, i va morir a Màlaga en 1952.